# Consoană aproximantă
În fonetică și fonologie, o consoană aproximantă (sau, mai puțin frecvent, aporoximantă) este un sunet de vorbire care se produce, fără flux de aer turbulent, în tractul vocal. În esență, acest lucru înseamnă că un sunet „împins” (cum ar fi /z/) sau „popped” (cum ar fi /t/) nu este unul sonor. De exemplu, vocalele sunt exprimate, la fel și consoanele /m/ și /l/. Alte consoane, cum ar fi /d/ sau /s/, restricționează fluxul de aer suficient pentru a provoca turbulențe, prin urmare sunt fără voce. Pe lângă vocale, categorisirile fonetice ale sunetelor care sunt considerate sonore includ sonanți, nazale, bătăi și vibrații. În ierarhia sonorității, toate sunetele superioare ale fricativelor sunt sonore. Prin urmare, ele pot forma nucleul unei silabe în limbi care recunosc această distincție la acest nivel de sonoritate.